# إيالة روميليا
روميليا (بالتركية العثمانية: روم ايلى، بالرومنة: Rum İli، وتعني حرفيًا "أرض الروم"؛ بالتركية الحديثة: Rumeli؛ باليونانية: Ρωμυλία)، كانت منطقة تاريخية في جنوب شرق أوروبا خضعت لإدارة الدولة العثمانية، وتُقابل تقريبًا منطقة البلقان.   استخدم المصطلح في معناه الأوسع للإشارة إلى جميع الأراضي والممتلكات العثمانية وحلفائها في أوروبا. وقد صُنفت هذه المناطق جيوسياسيًا لاحقًا باسم "البلقان"، مع استثناء المجر ومولدوفا أحيانًا من هذا التصنيف. يُشار إلى روميليا في المصادر الإنجليزية المعاصرة باسم "تركيا الأوروبية".

## علم أصول الكلمات

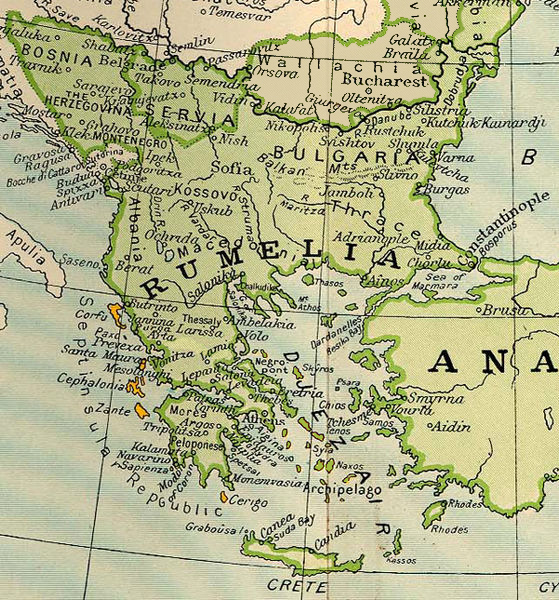
خارطة روميليا عام 1801.

تعني كلمة روم (Rûm) في هذا السياق "الرومانيين"، بينما تعني إيلي (ėli) "الأرض"، وبالتالي فإن روميليا (بالتركية العثمانية: روم ايلى، Rūm-ėli؛ بالتركية الحديثة: Rumeli) تعني "أرض الروم" في التركية العثمانية. يشير هذا المصطلح إلى الأراضي التي فتحها العثمانيون في منطقة البلقان، والتي كانت في معظمها تابعة سابقًا للإمبراطورية البيزنطية، التي كان يُشار إليها في زمنها باسم الإمبراطورية الرومانية. وعلى الرغم من أن مصطلح الإمبراطورية البيزنطية يُستخدم من قِبل المؤرخين المعاصرين، إلا أن مواطني تلك الإمبراطورية وأباطرتها كانوا يطلقون على أنفسهم اسم "الروم"، أي الرومان الشرقيون الناطقون باليونانية، وكانوا يعتنقون هوية مسيحية. وقد استخدمت العديد من لغات البلقان، منذ زمن بعيد، وصف "الروم" للإشارة إلى أراضي الإمبراطورية الرومانية الشرقية السابقة. ولا يزال هذا المصطلح حاضرًا في عدة لغات في المنطقة:
- بالألبانية: روميليا (Rumelia)
- بالبلغارية: روملييا (Румелия, Rumeliya)
- باليونانية: روميليا (Ρωμυλία, Romylía) أو روميلي (Ρούμελη, Roúmeli)
- بالمقدونية: روميليا
- بالصربية-الكرواتية: روميليا (Румелија, Rumelija)
- بالرومانية: روميليا (Rumelia)
- كما استخدمت الوثائق اللاتينية القديمة في جنوة مصطلح رومانيا (Romania) كاسم شائع للإمبراطورية البيزنطية خلال العصور الوسطى.

استخدم السلاجقة في الأصل اسم "أرض الروم" للإشارة إلى الأناضول، التي استولى عليها جيش الدولة السلجوقية تدريجيًا من الإمبراطورية البيزنطية بعد معركة ملاذكرد عام 1071. وكان يُطلق على سلطنة سلاجقة الروم اسم "سلطنة الروم" من قِبل معاصريها، أي "سلطنة الإمبراطورية الرومانية" أو "السلطنة الرومانية"، والتي كانت تسيطر في الغالب على وسط الأناضول حتى معركة كوسه داغ عام 1243. وكان يُشار إلى الأناضول باسم "أرض المسيحيين"، ومن هنا جاء اسم "روم". وبعد ذلك، حلت الإمارات الأناضولية محل السلاجقة، وكان من بينها إمارة آل عثمان (الدولة العثمانية لاحقًا) التي برزت في القرنين الرابع عشر والخامس عشر، لتتحول في النهاية إلى الدولة العثمانية.
بعد توسع الدولة العثمانية في الأناضول والبلقان في النصف الثاني من القرن الرابع عشر، وبعد فتح القسطنطينية (إسطنبول حاليًا) عام 1453 على يد السلطان محمد الثاني (الفاتح)، أصبح مصطلح "روميليا" يُطلق حصريًا على منطقة البلقان ضمن الدولة العثمانية. وقد ظلت المنطقة ذات غالبية سكانية مسيحية، إلا أن الألبان، والبوشناق، والبوماك، بالإضافة إلى العديد من اليونانيين، والصرب، والبلغار، والفلاخ، اعتنقوا الإسلام تدريجيًا.
يذكر أن العديد ممن شغلوا منصب الصدر الأعظم (رؤساء الوزراء)، والوزراء، والباشوات، والبيلربايات (حكام الولايات الكبرى) في الدولة العثمانية كانوا من أصل روميلي.